# Mermelada (EP)
Mermelada es el primer EP de la banda de Power pop, Somos Mermelada.
El 5 de diciembre de 2013 el EP fue eliminado definitivamente de la web en espera del próximo álbum de Somos Mermelada, "Deux", que contendría tres versiones nuevas de tres canciones del mismo: "Fotocarnet", "Días" y "Martes y Llueve".

## Lista de canciones
| N.º   | Título            | Letras       | Música                       | Duración |  |
| 1.    | «Fotocarnet»      | María Canale | María Canale, Samuel Sahlieh | 2:00     |  |
| 2.    | «Días»            | María Canale | María Canale, Samuel Sahlieh | 2:38     |  |
| 3.    | «Martes y Llueve» | María Canale | María Canale, Samuel Sahlieh | 4:13     |  |
| 4.    | «Qué Querés»      | María Canale | María Canale, Samuel Sahlieh | 4:27     |  |
| 13:18 |                   |              |                              |          |  |

## Créditos
- Diego Glaser - sintetizadores
- Federico Demarchi - guitarra principal
- Mariano Basulto - batería
- María Canale - guitarra rítmica · voces
- Samuel Sahlieh - bajo eléctrico · coros · programación · sintetizadores · vocoder

- Arreglos y Producción: Samuel Sahlieh

- Grabación y Mezcla por Ariel Feder · Asistentes: José Busso, Maxi Díaz
- Masterizado por Sr. Warrior en Puro Mastering

- Datos: Q16606511